# 国鉄タム3200形貨車
国鉄タム3200形貨車（こくてつタム3200がたかしゃ）は、かつて日本国有鉄道（国鉄）に在籍した私有貨車（タンク車）である。

## 概要
本形式は、ベンゾール専用の15t積タンク車として1949年（昭和24年）5月31日から1950年（昭和25年）3月9日にかけて5両（タム3200 - タム3204）が関東車両、東洋レーヨンにて製造された。
本形式の他にベンゾール専用種別とする形式は、タ1000形（48両）、タム3250形（83両）、タム23250形（15両）、タサ1000形（13両）、タサ1050形（2両）、タサ1100形（6両）、タサ4400形（1両）、タキ200形（初代）（1両）、タキ850形（1両）、タキ900形（2両）、タキ950形（2両）、タキ1800形（65両）、タキ4150形（1両）、タキ6450形（3両）、タキ14400形（11両）の15形式が存在した。
落成時の所有者は、日本陸運産業、三油興業、安宅産業、タール製品取扱業協同組合の4社であった。
貨物列車の最高速度引き上げが行われた1968年（昭和43年）10月1日ダイヤ改正対応のため、大半の車輌の軸ばね支持方式が二段リンク式に改造され、最高運転速度は65km/hから75km/hへ引き上げられた。
塗色は、黒であり、全長は7,850mm、全幅は2,338mm、全高は3,863mm、軸距は3,900mm - 4,600mm、実容積は15.5m3 - 21.0m3、自重は10.4t - 11.3t、換算両数は積車2.6、空車1.2、車軸は12t長軸であった。
1980年（昭和55年）4月23日に最後まで在籍した1両（タム3204）が廃車となり同時に形式消滅となった。